# Mistrz Legendy św. Urszuli
Mistrz Legendy św. Urszuli lub Mistrz Cyklu Św. Urszuli (ur. ok. 1450/60, zm. ok. 1510) – późnogotycki malarz niemiecki czynny w Kolonii w latach 1489/90–1510/15.
Swój przydomek otrzymał od serii dziewiętnastu obrazów przedstawiających życie św. Urszuli namalowanych dla bazyliki św. Seweryna w Kolonii. Podczas II wojny światowej obrazy uległy zniszczeniu lub zaginęły, nieliczne zachowane fragmenty znajdują się w różnych europejskich muzeach.

## Twórczość i styl
Stylowo jego prace bardzo podobne są do obrazów Mistrza św. Seweryna, z którym był utożsamiany. Dopiero w XX wieku, niemiecki historyk Harald Brockmann dokonał rozdziału prac tych dwóch artystów. Mistrz Świętego Seweryna tworzył w tym samym okresie, ale urodził się w Kolonii; Mistrz Legendy św. Urszuli prawdopodobnie do Kolonii przybył z Niderlandów. Jego pierwszymi nauczycielami byli mistrzowie wywodzący się z kręgu Geertgena tot Sint Jansa oraz Hugo van der Goesa.

W jego pracach można zauważyć wpływy sztuki niderlandzkiej. Był jednym z ostatnich przedstawicieli malarzy kolońskich. Według Wolfganga Hütta 

Ze względu na postawę kolorystyczną i posługiwaniem się grubymi warstwami farby porównywano go z młodym Cranachem oraz Matthiasem Grünewaldem. Barwy są zwiewne i łagodnie przełamane, postacie delikatne i smukłe, a przy tym przedstawione z subtelną dociekliwością psychologiczną.

## Przypisywane prace

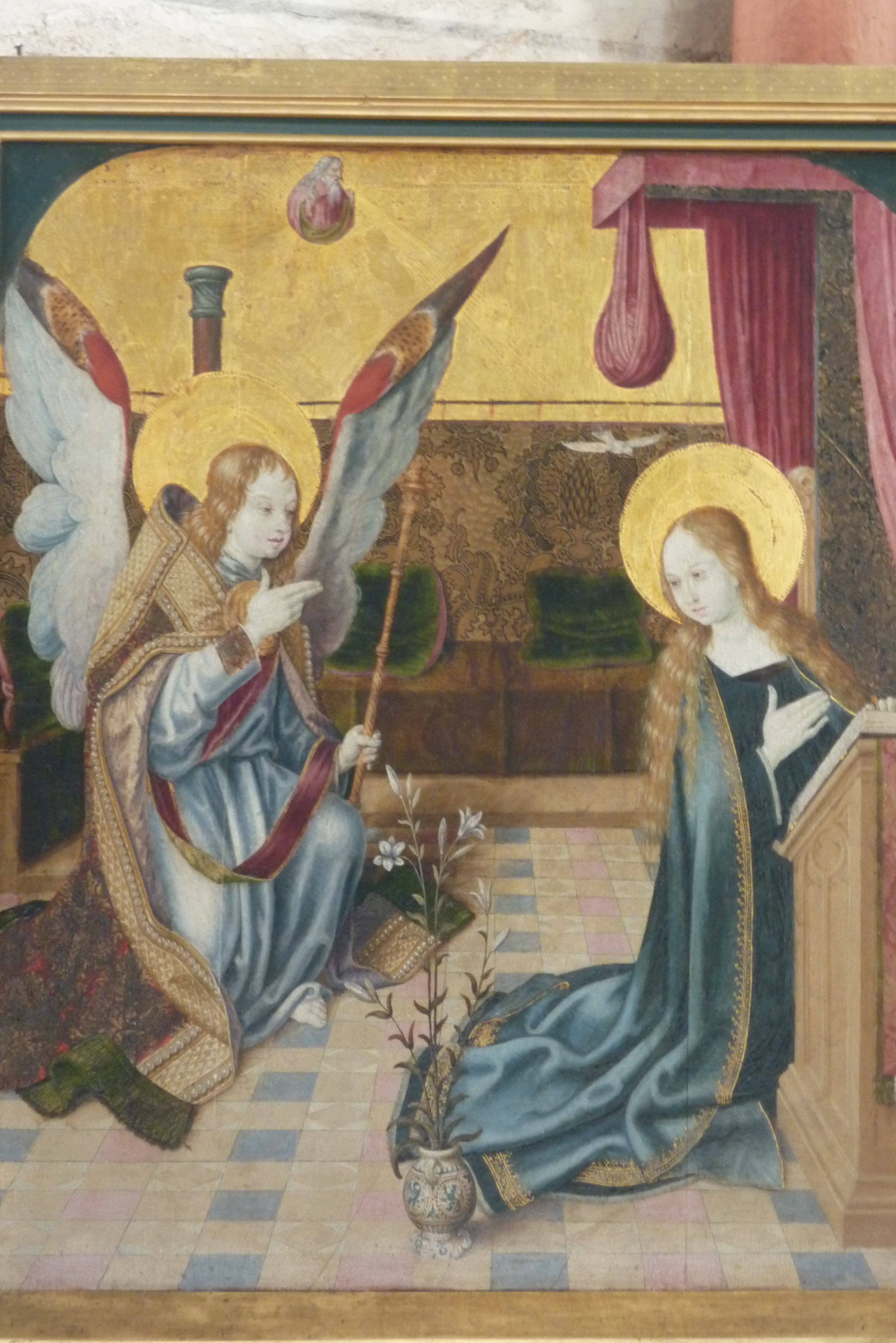
Zwiastowanie z Ołtarza św. Jerzego